# Chiasmodon pluriradiatus
Chiasmodon pluriradiatus is een straalvinnige vissensoort uit de familie van de chiasmodontiden (Chiasmodontidae). De wetenschappelijke naam van de soort is voor het eerst geldig gepubliceerd in 1933 door Parr.